# Чарнозем (Люблінське воєводство)
Чарнозем (пол. Czarnoziem) — село в Польщі, у гміні Красностав Красноставського повіту Люблінського воєводства.
Населення — 182 особи (2011).
У 1975-1998 роках село належало до Холмського воєводства.

## Демографія
Демографічна структура станом на 31 березня 2011 року:
|          | Загалом | Допрацездатний вік | Працездатний вік | Постпрацездатний вік |
| -------- | ------- | ------------------ | ---------------- | -------------------- |
| Чоловіки | 93      | 17                 | 62               | 14                   |
| Жінки    | 89      | 16                 | 50               | 23                   |
| Разом    | 182     | 33                 | 112              | 37                   |